# Xiaomi Mi Note
Xiaomi Mi Note та Xiaomi Mi Note Pro — смартфони компанії Xiaomi, що входять до серії Mi Note. Були представлені в 15 січня 2015 року.

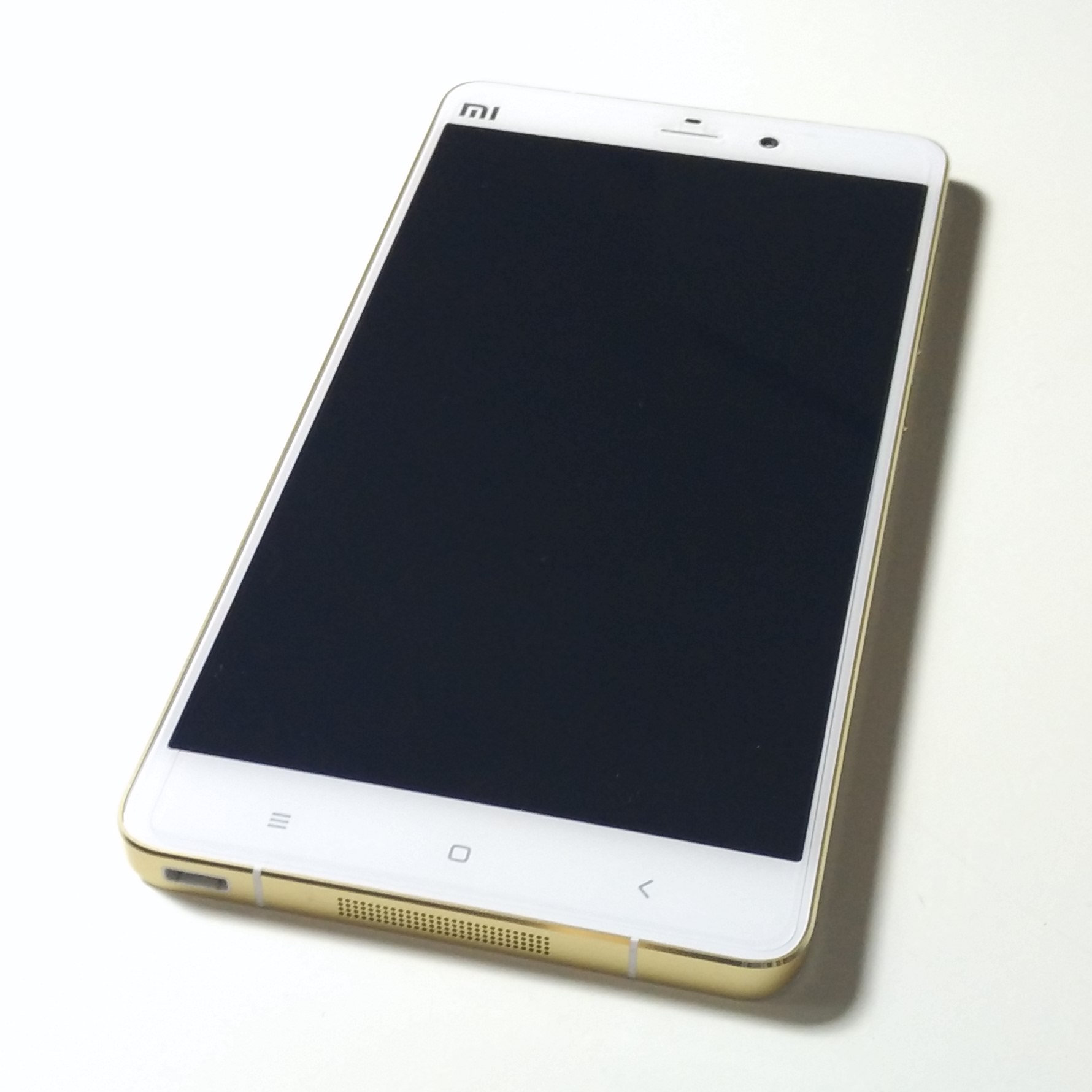
Xiaomi Mi Note Pro

## Дизайн
Задня панель та екран виконані зі скла Corning Gorilla Glass 3. Бокова частина виконана з алюмінію.
Знизу розміщені роз'єм microUSB, динамік та мікрофон, що знаходяться в одній сітці. Зверху розташовані 3.5 мм аудіороз'єм та другий мікрофон. З лівого боку розташований слот під 2 SIM-картки. З правого боку розміщені кнопки регулювання гучності та кнопка блокування смартфона.
Xiaomi Mi Note та Mi Note Pro продавалися в 4 кольорах: чорному, білому, золотому та рожевому.

## Технічні характеристики

### Платформа
Xiaomi Mi Note отримав флагманський процесор 2014 року Qualcomm Snapdragon 801 та графічний процесор Adreno 330.
Xiaomi Mi Note Pro отримав флагманський на той час процесор Qualcomm Snapdragon 810 та графічний процесор Adreno 430.

### Акамулятор
Акамулятор отримав об'єм 3000 мА·год та підтримку швидкої 18-ватної зарядки Quick Charge 2.0.

### Камера
Смартфони отримали основну камеру 13 Мп, f/2.0 з автофокусом, оптичною стабілізацією та здатністю запису відео в роздільній здатності 4K@30fps. Фронтальна камера отримала роздільність 4 Мп, світлосилу f/2.0 та здатність запису відео в роздільній здатнсті 1080p@30fps.

### Екран
Mi Note отримав екран IPS LCD, 5.7", FullHD (1920 x 1080) зі співвідношенням сторін 16:9 та щільністю пікселів 386 ppi.
Mi Note Pro отримав екран IPS LCD, 5.7", WQHD (2560 x 1440) зі співвідношенням сторін 16:9 та щільністю пікселів 515 ppi.

### Пам'ять
Xiaomi Mi Note продавався в комплектаціях 3/16 та 3/64 ГБ.
Xiaomi Mi Note Pro продавався в комплектації 4/64 ГБ. Також смартфон отримав більш новий стандарт оперативної пам'яті LPDDR4, впорівнянні з LPDDR3 у Mi Note.

### Програмне забезпечення
Xiaomi Mi Note був випущений на MIUI 6 на Android 4.4.4 KitKat. Був оновлений до MIUI 9 на базі на Android 6.0 Marshmallow.
Xiaomi Mi Note Pro був випущений на MIUI 6 на Android 5.0.1 Lollipop. Був оновлений до MIUI 9, на базі Android 7.0 Nougat.